# فؤاد سیدزاده
فؤاد سیدزاده (ترکی آذربایجانی: Fuad Seyidzadə؛ ۱۹۳۸ – ۱۹۷۲ (۳۴ ساله)) معمار اهل کشور جمهوری آذربایجان بود. او فرزند باقر سیدزاده بود.